# الجريسية
الجريسية، قرية من قرى محافظة المهد، والتابعة لمنطقة المدينة المنورة في السعودية. تقع في جنوب شرق المدينة المنورة، وتبعد عنها بمسافة تقارب (170 ) كيلو متر، وعن مهد الذهب بمسافة تقارب ( 15) كيلو متر. ويبلغ عدد سكانها أكثر من ( 1,000) نسمه وبها مدارس للبنين والبنات ويعبر بها الطريق الرابط بين المدينه المنورة ومهد الذهب وكذلك الطريق الرابط بين الحناكية والمهد.
وهي عبارة عن وادي ينحدر بين سلسله جبليه تحده من جهاته الشرقيه والغربية، يقول الشاعر صنهات بن رقيدان الديحاني:
ويقول الشاعر عبد الله بن هميجان الديحاني:
كما يوجد بالجريسيه السد المعروف بـ ( سد الجريسيه )